# Lê Văn Phú (quan nhà Nguyễn)
Lê Văn Phú (?-1854), hiệu: Lễ Trai; là một danh thần trải bốn triều vua là Gia Long, Minh Mạng, Thiệu Trị và Tự Đức trong lịch sử Việt Nam.

## Tiểu sử
Lê Văn Phú là người ở huyện Quảng Điền, phủ Thừa Thiên (nay thuộc tỉnh Thừa Thiên Huế).
Khi chúa Nguyễn Phúc Ánh mang quân chủ lực vượt biển ra đánh chiếm Phú Xuân năm 1801, Lê Văn Phú xin theo , được sung vào đội Thượng Trà.
Năm 1813 dưới triều Gia Long (tức Nguyễn Phúc Ánh), ông được thăng làm Chánh đội trưởng suất đội đội Thị Trà.
Năm Minh Mạng thứ nhất (1820), thăng ông lên Cai đội, rồi lần lượt trải đến chức Vệ úy, Chưởng vệ.
Năm Thiệu Trị thứ nhất (1841), thăng ông làm Thống chế doanh Thần Cơ, được dự vào đình nghị.
Tháng 2 (âm lịch) năm 1842, sung ông làm Tham tán đại thần, lãnh quyền Tổng đốc Định Biên (tức Gia Định và Biên Hòa), đem binh thuyền vào Gia Định. Sang tháng 4 (âm lịch), ông hội quân với Tổng thống Lê Văn Đức đi đánh quân Xiêm và quân nổi dậy ở núi Tượng (nay thuộc Tri Tôn, An Giang). Thua trận, đối phương bỏ chạy, hai ông mang quân truy đuổi đến tận biên giới của Hà Tiên, rồi mới về lại An Giang. Việc báo lên, nhà vua thưởng Lê Văn Phú một quân công kỷ lục.
Năm 1845, cử ông làm Đề đốc Gia Định, nhưng chưa bao lâu, lại cho ông làm Tổng đốc Định Biên, rồi làm Tổng thống tiểu bộ quân vụ đại thần để hiệp cùng các tướng mang quân sang Trấn Tây (Chân Lạp). Đến tháng 6 (âm lịch) năm này, thành Nam Vang thất thủ trước sự tấn công của quân Việt, người Chân Lạp về hàng kể hơn 23.000 người.... Xét công các tướng, ông được nhà vua thưởng cho một cấp trác dị (có nghĩa là "tài năng cao, khác thường"), và phong tước Vĩnh Trung nam. 
Sau đó, Lê Văn Phú nhận lệnh trở về Huế. Tại triều, nhà vua tự tay rót rượu mời ông, và ban cho chén ngọc và tượng ngựa bằng vàng.
Năm 1847, gặp kỳ đại kế , thăng ông làm Thủy sư Đô thống ở Kinh đô Huế. Tháng 7 (âm lịch) cùng năm, 12 khẩu súng đồng ghi công bình định Trấn Tây (Chân Lạp) đã được đúc xong, tên ông được khắc ở cỗ súng "Thần uy phục viễn", và trên bia đá dựng ở Vũ Miếu 
Tự Đức năm thứ 1 (1848), đổi Lê Văn Phú làm Tổng đốc Hà Ninh (tức Hà Nội và Ninh Bình), rồi thăng làm Tả quân Đô thống phủ Đô thống.
Năm 1851, đổi ông làm Tổng đốc An Tĩnh (tức Nghệ An và Hà Tĩnh). Năm 1853, lại đổi ông làm Tổng đốc Định Biên (tức Gia Định và Biên Hòa), nhưng chỉ được một năm thì mất (1854).
Thương tiếc, nhà vua ban vải lụa, một ngàn quan tiền cho gia đình ông, và cho thờ ông ở đền Hiền Lương tại Huế.

## Tác phẩm
Tác phẩm của Lê Văn Phú để lại có tập thơ Lễ Trai thi chân bản, viết bằng chữ Hán. Trích giới thiệu một bài:
| Phiên âm Hán-Việt: Thiệu Trị nhị niên xuân nhị nguyệt nhị thập thất dạ cung tiếp phi đệ dụ điều lãnh Định Biên tổng đốc nhân nhi ngẫu thành Kinh văn mã thượng đệ thần chương Trọng ký Nam Kỳ địa nhất phương. Cấp tiễn y thanh điều bệnh thể Cánh chiêm nhật cước xúc hành trang. Quan Trung căn bản tư đàn áp, Tiêu tướng tài du cảm biệt hàng. Gia Định diệc như Bình Định địa, Hải Vân lĩnh bắc thị gia hương. | Dịch nghĩa: Đêm 27 tháng 2 mùa xuân năm Thiệu Trị thứ 2 (1842), kính tiếp chỉ dụ điều động tới lãnh chức Tổng đốc Định Biên, nhân đó ngẫu hứng làm thơ. Chợt nghe chỉ dụ khẩn của nhà vua, Giao phó cho trọng trách trấn giữ một cõi ở Nam Kỳ. Vội sắc thuốc thang chữa cho lành bệnh, Lại xem ngày gấp gục sắm sửa hành trang. Quan Trung là nơi đất gốc, phải lo dẹp yên, Tiêu Hà là tướng quốc tài cao, đâu dám so sánh. Đất Gia Định cũng như đất Bình Định , Phía bắc núi Hải Vân là quê hương ta. |

## Hậu duệ
- Lê Văn Đồng (? - ?), con Lê Văn Phú, có vợ là công chúa, trước được bổ làm Phò mã Đô úy; sau được cải bộ, làm quan trải đến chức Quang lộc tự khanh.
- Lê Đình Hòe (? - 1885), cháu Lê Văn Phú, trước làm Tinh binh suất đội; sau trúng hạch được cải sang hàm quan văn, trải đến chức Quang lộc tự khanh. Tháng 5 (âm lịch) năm 1885, khi xảy ra trận đánh với quân Pháp ở Kinh thành Huế, ông mất tại trận.

## Sách tham khảo
- Quốc sử quán triều Nguyễn (Cao Xuân Dục làm Tổng tài), Đại Nam chính biên liệt truyện (bản dịch, mục Lê Văn Phú). Nhà xuất bản Văn học, Hà Nội, 2004.
- Quốc sử quán triều Nguyễn (Cao Xuân Dục làm Tổng tài), Quốc triều sử toát yếu (bản dịch). Nhà xuất bản Văn học, 2002.
- Nguyễn Thị Thanh Nhàn-Nguyễn Khuê-Trần Khuê, Sài Gòn - Gia Định qua thơ văn xưa. Nhà xuất bản Thành phố Hồ Chí Minh, 1987.